# Revolución cuantitativa
En geografía, la revolución cuantitativa (RC) fue un cambio de paradigma que buscó desarrollar una metodología más rigurosa y sistemática para la disciplina. Surgió como respuesta a la inadecuación de la geografía regional para explicar la dinámica espacial general. La principal reivindicación de la revolución cuantitativa es que condujo a un cambio de una geografía descriptiva (idiográfica) a una geografía empírica de elaboración de leyes (nomotética). La revolución cuantitativa ocurrió durante las décadas de 1950 y 1960 y marcó un cambio rápido en el método detrás de la investigación geográfica, de la geografía regional a una ciencia espacial.
En la historia de la geografía, se considera a la revolución cuantitativa uno de los cuatro puntos de inflexión principales de la geografía moderna (los otros tres son el determinismo medioambiental, la geografía regional y la geografía crítica). Contribuyó a la rama de geografía técnica de la disciplina, que culminó en el surgimiento de la geografía cuantitativa, que incluye la ciencia de la información geográfica, la geoinformática y el análisis espacial.
La revolución cuantitativa había ocurrido antes en la economía y la psicología y contemporáneamente en la ciencia política y otras ciencias sociales y, en menor medida, en la historia.

## Desarrollo
La revolución cuantitativa respondió al paradigma de la geografía regional que era dominante en ese momento. Los debates se produjeron predominantemente (aunque no exclusivamente) en los Estados Unidos, donde la geografía regional era la principal escuela filosófica. A principios de la década de 1950, había una creciente sensación de que el paradigma existente para la investigación geográfica no era adecuado para explicar cómo los procesos físicos, económicos, sociales y políticos se organizan espacialmente, se relacionan ecológicamente, o cómo los resultados generados por ellos son evidencia para un tiempo y lugar determinados. Un número creciente de geógrafos comenzó a expresar su insatisfacción con el paradigma tradicional de la disciplina y su enfoque en la geografía regional, considerando el trabajo como demasiado descriptivo, fragmentado y no generalizable. Para abordar estas preocupaciones, los primeros críticos como E.A. Ackerman sugirieron la sistematización de la disciplina. Poco después, tuvo lugar una serie de debates sobre los enfoques metodológicos en geografía. Una de las primeros ejemplos de esto fue el debate entre Fred K. Schaefer y Richard Hartshorne. En 1953 se publicó Exceptionalism in geography: A Methodological Examination. En este trabajo, Schaefer rechazó las interpretaciones excepcionalistas de Hartshorne sobre la disciplina de la geografía y la consideración de la región como su objeto central de estudio. En cambio, Schaefer concibió como objetivo principal de la disciplina el establecimiento de leyes morfológicas a través de la investigación científica, es decir, incorporando leyes y métodos de otras disciplinas de las ciencias sociales que ponen un mayor énfasis en los procesos. Hartshorne, por otro lado, abordó las críticas de Schaefer en una serie de publicaciones, donde desestimó las opiniones de Schaefer por considerarlas subjetivas y contradictorias. Hartshorne también destacó la importancia de describir y clasificar lugares y fenómenos, aunque admitió que había espacio para emplear leyes de relaciones genéricas con el fin de maximizar la comprensión científica. En su opinión, sin embargo, no debería haber jerarquía entre estos dos enfoques.

## Geografía posrevolución
La revolución cuantitativa tuvo enormes implicaciones en la configuración de la disciplina de la geografía en lo que es hoy, dado que sus efectos llevaron a la difusión del pensamiento positivista (pospositivista) y de respuestas antipositivistas.
El creciente interés en el estudio de la distancia como un factor crítico para entender la disposición espacial de los fenómenos durante la revolución llevó a la formulación de la primera ley de la geografía por Waldo Tobler. El desarrollo del análisis espacial en la geografía llevó a más aplicaciones en el proceso de planificación y el mayor desarrollo de la geografía técnica ofreció a la investigación geográfica una base teórica necesaria.
El mayor uso de computadoras en geografía también llevó a muchos nuevos desarrollos en geomática, como la creación y aplicación de SIG y teledetección. Estos nuevos desarrollos permitieron a los geógrafos por primera vez evaluar modelos complejos en un modelo a escala real y en el espacio y el tiempo y la relación entre entidades espaciales. Hasta cierto punto, el desarrollo de la geomática ayudó a oscurecer la dicotomía entre la geografía física y la humana, ya que las complejidades de los entornos humanos y naturales podían evaluarse mediante nuevos modelos computacionales.